# Catherine Lovey
 (avril 2021).
Catherine Lovey, née le 7 février 1967 en Valais, est une écrivain, journaliste et criminologue vaudoise.

## Biographie

### Origines et famille
Catherine Lovey naît le 7 février 1967 dans le val d'Entremont, dans le canton du Valais. Elle a deux frères et deux sœurs cadets. Ses parents sont paysans de montagne.
Elle est mariée avec le journaliste Patrick Ferla, et mère de deux enfants.

### Études
Elle obtient une licence en relations internationales à l'Institut universitaire de hautes études internationales de Genève.
Elle étudie plus tard la criminologie à l'école des sciences criminelles de Lausanne et y obtient un diplôme post-grade en criminologie. 

### Parcours professionnel
Elle est engagée par le quotidien 24 heures, à la rubrique locale. Durant une dizaine d’années, elle travaille en tant que journaliste pour la Tribune de Genève, puis pour L'Hebdo.  

### Parcours littéraire
Écrivant pour des magazines spécialisés, elle se décide à rendre public un manuscrit intitulé L’Homme interdit. Ce texte, paru aux éditions Zoé en 2005, obtient le prix Schiller découverte. En 2008, elle publie Cinq vivants pour un seul mort, puis Un Roman russe et drôle en 2010, Monsieur et Madame Rivaz en 2016 et Histoire de l'homme qui ne voulait pas mourir en 2024. Ce dernier roman raconte l'histoire d'un homme qui lutte contre le cancer, à travers le regard d'une voisine. 
Elle reçoit en 2024 le Prix Michel-Dentan et le Prix Alice Rivaz.

## Publications
- 2005 : L'homme interdit, éditions Zoé[7]
- 2007 : Cinq vivants pour un seul mort, éditions Zoé[8]
- 2010 : Un roman russe et drôle, éditions Zoé[9]
- 2016 : Monsieur et Madame Rivaz, édition Zoé[10]
- 2024 : Histoire de l'homme qui ne voulait pas mourir, éditions Zoé[5]

## Sources
- « Catherine Lovey », sur la base de données des personnalités vaudoises sur la plateforme « Patrinum » de la Bibliothèque cantonale et universitaire de Lausanne.
- 24 Heures, 2005/09/06 & Jacques Poget, 2008/06/04, p. 40
- Coopération, 2005/09/07, p. 98-99
- La Librairie francophone, Emmanuel Khérad